# 法国网球公开赛混合双打冠军列表
法國網球公開賽混合雙打冠軍列表列出歷史上獲得法國網球公開賽冠軍及亞軍的混合雙打選手。

## 決賽
※只列1968年公開賽年代以後的冠亞軍
| 年份 | 冠軍                                     | 亞軍                                       | 比分                         |
| ---- | ---------------------------------------- | ------------------------------------------ | ---------------------------- |
| 1968 | 弗朗索瓦丝·迪尔 讓 - 克洛德·巴克利       | 比利·简·金 欧文·戴维森                     | 6–1, 6–4                     |
| 1969 | 玛格丽特·考特 马蒂·里森                  | 弗朗索瓦丝·迪尔 讓 - 克洛德·巴克利         | 6–3, 6–2                     |
| 1970 | 比利·简·金 鲍勃·休伊特                   | 弗朗索瓦丝·迪尔 讓 - 克洛德·巴克利         | 3–6, 6–4, 6–2                |
| 1971 | 弗朗索瓦丝·迪尔 讓 - 克洛德·巴克利       | 温妮·肖 湯瑪斯·路易斯                      | 6–2, 6–4                     |
| 1972 | 伊文·古拉贡 金·沃里克                    | 弗朗索瓦丝·迪尔 讓 - 克洛德·巴克利         | 6–2, 6–4                     |
| 1973 | 弗朗索瓦丝·迪尔 讓 - 克洛德·巴克利       | 貝蒂·史托夫 帕特里斯·多明戈斯              | 6–1, 6–4                     |
| 1974 | 玛蒂娜·纳芙拉蒂洛娃 伊万·莫利纳          | 罗茜·雷耶斯 马塞洛·拉腊                    | 6–3, 6–3                     |
| 1975 | 菲奥雷拉·博尼切利 湯瑪斯·科赫            | 潘姆·泰格登 海梅·菲略尔                    | 6–4, 7–6                     |
| 1976 | 伊萊娜·克羅斯 金·沃里克                  | 林奇·波秀夫 科林·多德斯韦尔                | 5–7, 7–6, 6–2                |
| 1977 | 玛丽·卡里洛 約翰·麥肯羅                  | 弗洛伦察·米哈伊 伊万·莫利纳                | 7–6, 6–3                     |
| 1978 | 雷娜塔·托马诺娃 帕维尔·斯洛日尔          | 弗吉尼亞·魯西奇 帕特里斯·多明戈斯          | 7–6, retired                 |
| 1979 | 温迪·特恩布尔 鲍勃·休伊特                | 弗吉尼亞·魯西奇 伊翁·提里亞克              | 6–3, 2–6, 6–3                |
| 1980 | 安妮·史密斯 比利·马丁                    | 雷娜塔·托马诺娃 斯坦尼斯拉夫·比爾納        | 2–6, 6–4, 8–6                |
| 1981 | 安卓莉雅·耶格 吉米·阿里亚斯              | 貝蒂·史托夫 弗雷德·麦克奈尔                | 7–6, 6–4                     |
| 1982 | 温迪·特恩布尔 约翰·劳埃德                | 克勞迪婭·蒙泰羅 卡斯奧·莫達                | 6–2, 7–6                     |
| 1983 | 芭芭拉·喬丹 艾略特·泰爾提謝爾            | 萊斯里·艾倫 查爾斯·斯特羅德                | 6–2, 6–3                     |
| 1984 | 安妮·史密斯 迪克·斯托克顿                | 安妮·明特 劳里·沃德                        | 6–2, 6–4                     |
| 1985 | 玛蒂娜·纳芙拉蒂洛娃 海因茨·金特哈特      | 葆拉·史密斯 弗朗西斯科·岡薩雷斯            | 2–6, 6–3, 6–2                |
| 1986 | 凯茜·乔丹 肯·弗拉赫                      | 罗莎琳·费尔班克 马克·埃德蒙森              | 3–6, 7–6(7–3), 6–3           |
| 1987 | 帕姆·施赖弗 埃米利奥·桑切斯              | 洛丽·麦克尼尔 舍伍德·斯图尔特              | 6–3, 7–6(7–4)                |
| 1988 | 洛丽·麦克尼尔 豪尔赫·洛萨诺              | 布蘭達·舒茲·麥卡錫 麥可·舍佩爾             | 7–5, 6–2                     |
| 1989 | 曼儂·波列古拉芙 湯姆·内森                | 阿蘭查·桑切斯·維卡里奧 奧拉西奧·德·拉·潘納 | 6–3, 6–7(3–7), 6–2           |
| 1990 | 阿蘭查·桑切斯·維卡里奧 豪尔赫·洛萨诺     | 妮科尔·布拉特克 丹尼·維瑟                  | 7–6(7–5), 7–6(10–8)          |
| 1991 | 海伦娜·苏科娃 西羅·薩克                  | 卡洛琳·維斯 保羅·哈休斯                    | 3–6, 6–4, 6–1                |
| 1992 | 阿蘭查·桑切斯·維卡里奧 托德·伍德布里奇   | 洛丽·麦克尼尔 布赖恩·谢尔顿                | 6–2, 6–3                     |
| 1993 | 尤珍尼亞·曼尼歐可娃 安德烈·奧霍夫斯基    | 艾爾娜·萊納赫 丹尼·維瑟                    | 6–2, 4–6, 6–4                |
| 1994 | 克里斯蒂·布格特 門諾·歐斯廷              | 拉里莎·萨夫琴科·尼兰 安德烈·奧霍夫斯基     | 7–5, 3–6, 7–5                |
| 1995 | 拉里莎·萨夫琴科·尼兰 托德·伍德布里奇     | 吉尔·赫瑟林顿 約翰-拉夫尼·德·雅格          | 7–6(10–8), 7–6(7–4)          |
| 1996 | 帕特里夏·塔拉比尼 哈维尔·弗拉纳          | 妮科尔·阿伦特 卢克·詹森                    | 6–2, 6–2                     |
| 1997 | 平木理化 马赫什·布帕蒂                   | 麗莎·雷蒙 帕特里克·加尔布雷思              | 6–4, 6–1                     |
| 1998 | 维纳斯·威廉姆斯 賈斯汀·吉梅爾斯托布      | 塞雷娜·威廉姆斯 路易斯·洛沃                | 6–4, 6–4                     |
| 1999 | 卡塔琳娜·斯雷博特尼克 皮得·諾瓦爾        | 拉里莎·萨夫琴科·尼兰 里克·利奇             | 6–3, 3–6, 6–3                |
| 2000 | 瑪莉安·迪·史瓦特 戴维·亚当斯             | 雷内·斯塔布斯 托德·伍德布里奇              | 6–3, 3–6, 6–3                |
| 2001 | 比希尼婭·魯阿諾·帕斯夸爾 托马斯·卡沃内利 | 保拉·蘇亞雷斯 傑米·翁辛斯                  | 7–5, 6–3                     |
| 2002 | 卡拉·布莱克 韋恩·布萊克                  | 葉連娜·鮑文娜 马克·诺尔斯                  | 6–3, 6–3                     |
| 2003 | 麗莎·雷蒙 迈克·布赖恩                    | 葉連娜·利霍夫采娃 马赫什·布帕蒂            | 6–3, 6–4                     |
| 2004 | 塔蒂亞娜·戈洛文 里夏爾·加斯凱            | 卡拉·布莱克 韋恩·布萊克                    | 6–3, 6–4                     |
| 2005 | 達妮埃拉·漢圖霍娃 法布里斯·桑托羅        | 玛蒂娜·纳芙拉蒂洛娃 利安德·帕斯            | 3–6, 6–3, 6–2                |
| 2006 | 卡塔琳娜·斯雷博特尼克 内纳德·齐莫尼奇    | 葉連娜·利霍夫采娃 丹尼尔·内斯特            | 6–3, 6–4                     |
| 2007 | 纳塔莉·德希 安迪·拉姆                    | 卡塔琳娜·斯雷博特尼克 内纳德·齐莫尼奇      | 7–5, 6–3                     |
| 2008 | 维多利亚·阿扎伦卡 鲍勃·布赖恩            | 卡塔琳娜·斯雷博特尼克 内纳德·齐莫尼奇      | 6–2, 7–6(7–4)                |
| 2009 | 莉泽尔·许贝尔 鲍勃·布赖恩                | 金久慈 馬塞洛·梅洛                         | 5–7, 7–6(7–5), [10–7]        |
| 2010 | 卡塔琳娜·斯雷博特尼克 内纳德·齐莫尼奇    | 雅羅斯拉娃·施韋多娃 尤利安·克诺夫莱        | 4–6, 7–6(7–5), [11–9]        |
| 2011 | 凱西·德拉夸 斯科特·利普斯基              | 卡塔琳娜·斯雷博特尼克 内纳德·齐莫尼奇      | 7–6(8–6), 4–6, [10–7]        |
| 2012 | 萨尼娅·米尔扎 马赫什·布帕蒂              | 克勞迪亞·揚斯-伊格納契克 聖地亞哥·岡薩雷斯 | 7–6(7–3), 6–1                |
| 2013 | 露絲·哈迪卡 弗朗蒂塞克·切爾馬克          | 克里斯蒂娜·美拉德諾維奇 丹尼尔·内斯特      | 1–6, 6–4, [10–6]             |
| 2014 | 安娜－蓮娜·歌恩菲特 讓-儒利安·路查       | 尤莉亞·戈格斯 内纳德·齐莫尼奇              | 4–6, 6–2, [10–7]             |
| 2015 | 比丹妮·瑪蒂克-桑茲 迈克·布赖恩           | 露絲·哈迪卡 馬辛·麥考斯基                  | 7–6(7–3), 6–1                |
| 2016 | 玛蒂娜·辛吉斯 利安德·帕斯                | 萨尼娅·米尔扎 伊万·多迪格                  | 4–6, 6–4, [10–8]             |
| 2017 | 加布里埃拉·达布罗斯基 罗翰·波柏纳        | 安娜－蓮娜·歌恩菲特 罗伯特·法拉赫          | 2–6, 6–2, [12–10]            |
| 2018 | 詹詠然 伊万·多迪格                       | 加布里埃拉·达布罗斯基 馬特·帕維奇          | 6–1, 6–7(5–7), [10–8]        |
| 2019 | 詹詠然 伊万·多迪格                       | 加布里埃拉·达布罗斯基 馬特·帕維奇          | 6–1, 7–6(7–5)                |
| 2020 | 因2019冠状病毒病疫情取消比賽             | 因2019冠状病毒病疫情取消比賽               | 因2019冠状病毒病疫情取消比賽 |
| 2021 | 黛丝蕾·克劳奇克 乔·索尔兹伯里            | 葉連娜·韋斯寧娜 阿斯蘭·卡拉采夫            | 2–6, 6–4, [10–5]             |
| 2022 | 柴原瑛菜 卫斯理·库尔霍夫                 | 乌尔里克·艾克里 约兰·弗利根                | 7–6(7–5), 6–2                |
| 2023 | 加藤未唯 提姆·普特茲                     | 比安卡·安德烈斯庫 邁克爾·維納斯            | 4–6, 6–4, [10–6]             |
| 2024 | 劳拉·西格蒙德 爱德华·罗歇-瓦瑟兰         | 黛丝蕾·克劳奇克 尼尔·斯库普斯基            | 6–4, 7–5                     |
| 2025 | 薩拉·埃拉尼 安德烈亚·瓦瓦索里            | 泰勒·湯森 埃文·金                          | 6–4, 6–2                     |

### 法国网球公开赛其他賽事冠軍
- 法國網球公開賽男子單打冠軍列表
- 法國網球公開賽女子單打冠軍列表
- 法國網球公開賽男子雙打冠軍列表
- 法國網球公開賽女子雙打冠軍列表

### 其他大滿貫賽事混合雙打冠軍
- 澳洲網球公開賽混合雙打冠軍列表
- 溫布頓網球錦標賽混合雙打冠軍列表
- 美國網球公開賽混合雙打冠軍列表

## 外部連結
- 法國網球公開賽官方網站（页面存档备份，存于）
- GRAND SLAM HISTORY Reference book （页面存档备份，存于）